# Ołeh Maszkin
Ołeh Maszkin (ur. 30 maja 1979 w Mikołajowie) – ukraiński bokser, srebrny medalista mistrzostw świata w boksie z Bangkoku i amatorski mistrz europy z 2002 roku.

## Kariera amatorska
W 2002 roku podczas Mistrzostw europy w Permie zdobył złoty medal w wadze średniej. W finale pokonał Węgra Károly'ego Balzsaya.
W 2003 roku zdobył srebrny medal podczas mistrzostw świata w Bangkoku. W finale przegrał przez RSC w 2 starciu z Giennadijem Gołowkinem.
W 2004 roku startował na igrzyskach olimpijskich w Atenach, jednak odpadł w ćwierćfinale, gdzie pokonał go 	Suriya Prasathinphimai z Tajlandii.